# Gheorghe Chibelean
Gheorghe Chibelean (n. secolul XIX, Veța, județul Mureș – d. 1964, Târgu-Mureș, județul Mureș) a fost un deputat în Marea Adunare Națională de la Alba Iulia, organismul legislativ reprezentativ al „tuturor românilor din Transilvania, Banat și Țara Ungurească”, cel care a adoptat hotărârea privind Unirea Transilvaniei cu România, la 1 decembrie 1918 :p. 198.

## Biografie
A făcut Gimnaziul la Târgu-Mureș și Institutul Pedagogic din Sibiu în perioada 1903-1904. A funcționat ca dascăl în mai multe localități, ultima dată în satul Herepeia. După Unire a devenit funcționar la Casa Asigurărilor Sociale din Deva, pentru a în anul 1930 să se mute la Târgu-Mureș, unde rămâne până la sfârșitul vieții :p. 198.

## Activitatea politică
Ca deputat în Adunarea Națională din 1 decembrie 1918 a fost delegat al Cercului electoral Deva :p. 198.	